# 額頭派克花介
額頭派克花介（学名：Pacambocythere glabra）为粗面介科派克花介屬下的一个种。